# Guido di Montpellier
Guido di Montpellier (Montpellier, 1160 – Roma, 1208) è stato un religioso francese, fondatore degli Ospedalieri di Santo Spirito e la Confraternita dello Spirito Santo (1180), creato per accogliere i bambini abbandonati, poveri e malati. L'ordine è stato riconosciuto ufficialmente da papa Innocenzo III il 23 aprile 1198.

## Biografia
Secondo la tradizione Guido era un cavaliere templare proveniente dalla famiglia dei conti di Montpellier. Egli costruì nella sua città natale una Casa Ospitale che sorgeva nella zona oggi denominata "Pyla-Saint-Gely", e fondò un ordine regolare di Frati Ospitalieri (1170), perché si dedicassero all'assistenza degli infermi, dei fanciulli abbandonati e di tutti i quanti avessero bisogno di aiuti e di cure. Documenti che risalgono al decennio 1180-90 ci dicono che l'ospedale di Montpellier era già in auge, come d'altra parte il nuovo ordine degli Ospitalieri. Proprio questo documento testimonia la presenza in Francia di già sei Case di Santo Spirito, che seguivano il modello di Montpellier. Dando vita all'organizzazione di Santo Spirito, Guido volle che:” l'assistenza e la cura degli infermi fosse esente dalla freddezza di un servizio prezzolato, facendola assurgere al grado di un sacro dovere, degno di essere paragonato alla purezza dell'epoca apostolica e del primo cristianesimo.”
Lotario dei conti di Segni (il futuro papa Innocenzo III) già nella sua permanenza in Francia aveva potuto ammirare questa efficiente realtà. E infatti, appena salito alla soglia papale, celebrò pubblicamente l'istituzione delle case di Santo Spirito: ”Da sicure informazioni sappiamo che l'ospedale di Santo Spirito, fondato in Montpellier dal nostro diletto figlio Frate Guido, su tutti gli altri ospedali di nuova fondazione rifulge per Religione e per esercizio della più grande carità Ospitaliera, come sanno bene tutti coloro che ne hanno avuto l'esperienza”. La stima di Innocenzo III verso Guido era tanta che il Papa lo nominò commissario contro gli eretici in Francia. Con la bolla del 1198 egli confermò la fondazione degli Ospitalieri sotto la regola di sant'Agostino e l'accolse sotto la sua protezione, insieme a tutte le filiali francesi e quelli nascenti a Roma, come Santa Maria in Trastevere e Sant'Agata sulla via Aurelia.
Morì a Roma nel 1208.

## Culto
Papa Innocenzo III, in una sua lettera ai vescovi della Francia, proclamò Guido come “Uomo timorato di Dio e dedicato alle opere di Carità”.
Il suo culto come beato, già tributato a livello locale, è stato autorizzato da papa Francesco il 18 maggio 2024 con il motu proprio Fide Incensus per gli ordini, le congregazioni e le comunità che si ispirano al carisma di Santo Spirito in Sassia, concedendo l'indulto per la celebrazione della messa e dell'ufficio e stabilendo la sua memoria liturgia al 7 febbraio.